# Exocentrus parinclusus
Exocentrus parinclusus är en skalbaggsart som beskrevs av Stefan von Breuning 1971. Exocentrus parinclusus ingår i släktet Exocentrus och familjen långhorningar.
Artens utbredningsområde är Moçambique. Inga underarter finns listade i Catalogue of Life.